# カフェ (藤田嗣治の絵画)
『カフェ』または『カフェにて』（仏: Au café）は、日本生まれのフランスの画家藤田嗣治により1949年に描かれた絵画である。
第二次世界大戦後の1949年3月10日に日本を離れた藤田が、パリへ向かう途中、およそ10か月の間滞在していたニューヨークで着想し、描き上げた作品である。藤田は、1950年にパリに戻り、翌年の1951年には、フランスの国立近代美術館に本作を寄贈している。パリにあるポンピドゥー・センターに所蔵されている。

## 作品
黒いドレスに身を包んだ女性が、カフェの店内で頬杖をつきながら物思いに耽っている。女性の肌の色は、乳白色をしている。女性の手もとには、裏向きに置かれた便箋、封筒の他に、インクを吸い取るための紙がある。便箋には、インクのにじみが見られる。便箋の傍らには、赤ワインが入れられたグラスの他に、インクボトルやペン、黒いハンドバッグが置かれている。女性の背後には、黒い帽子を被った紳士の他に、ギャルソンの姿が見える。窓の外には、カフェ「ラ・プティット・マドレーヌ」 (LA PETITE MADELEINE) のある、パリと思われる街並みが見える。「マドレーヌ」は、藤田の4人目のパートナーの名前でもある。
本作には、藤田手彫りの木製の額縁がついており、コーヒーカップやワイングラスなどカフェに因んだモチーフが彫られている。

## 別のバージョン
藤田の手になる『カフェ』と題された作品には、同様の構図でありながら色合いや背景が異なるものが、他に数点存在する。
ニトリホールディングスが運営する小樽芸術村の似鳥美術館に所蔵されている作品は、1949年 - 1963年に描かれたとされるもので、似鳥昭雄が購入し、同館に寄贈され、2018年12月8日から公開されている。別のバージョンでは、背景の店の看板に「クレール」 (CLAIRE) と記されており、これは、藤田の最後の妻である君代の洗礼名でもある。ポンピドゥー・センター所蔵の作品の下絵である習作素描は、1949年に描かれたもので、熊本県立美術館に所蔵されている。